# Hypostomus
Hypostomus – rodzaj słodkowodnych ryb sumokształtnych z rodziny zbrojnikowatych (Loricariidae), typ nomenklatoryczny podrodziny Hypostominae. Niektóre gatunki są popularnymi rybami akwariowymi zaliczanymi do grupy glonojadów. 

## Występowanie
Występują w Ameryce Południowej. 

## Klasyfikacja
Gatunki zaliczane do tego rodzaju:
| - Hypostomus affinis - Hypostomus agna - Hypostomus alatus - Hypostomus albopunctatus - Hypostomus ancistroides - Hypostomus angipinnatus - Hypostomus annectens - Hypostomus arecuta - Hypostomus argus - Hypostomus asperatus - Hypostomus aspidolepis - Hypostomus aspilogaster - Hypostomus atropinnis - Hypostomus auroguttatus - Hypostomus basilisko - Hypostomus bolivianus - Hypostomus borellii - Hypostomus boulengeri - Hypostomus brevicauda - Hypostomus brevis - Hypostomus butantanis - Hypostomus careopinnatus - Hypostomus carinatus - Hypostomus carvalhoi - Hypostomus chrysostiktos - Hypostomus cochliodon - Hypostomus commersoni - Hypostomus coppenamensis - Hypostomus corantijni - Hypostomus cordovae - Hypostomus crassicauda - Hypostomus dardanelos - Hypostomus delimai - Hypostomus denticulatus - Hypostomus derbyi - Hypostomus dlouhyi - Hypostomus ericae - Hypostomus ericius - Hypostomus faveolus - Hypostomus fluviatilis - Hypostomus fonchii - Hypostomus formosae - Hypostomus francisci - Hypostomus garmani - Hypostomus goyazensis - Hypostomus gymnorhynchus - Hypostomus hemicochliodon - Hypostomus hemiurus - Hypostomus heraldoi - Hypostomus hermanni | - Hypostomus holostictus - Hypostomus hondae - Hypostomus hoplonites - Hypostomus iheringii - Hypostomus interruptus - Hypostomus isbrueckeri - Hypostomus itacua - Hypostomus jaguar - Hypostomus jaguribensis - Hypostomus johnii - Hypostomus khimaera - Hypostomus kopeyaka - Hypostomus kuarup - Hypostomus laplatae - Hypostomus latifrons - Hypostomus latirostris - Hypostomus leucophaeus - Hypostomus levis - Hypostomus lexi - Hypostomus lima - Hypostomus longiradiatus - Hypostomus luetkeni - Hypostomus luteomaculatus - Hypostomus luteus - Hypostomus macrophthalmus - Hypostomus macrops - Hypostomus macushi - Hypostomus maracaiboensis - Hypostomus margaritifer - Hypostomus melanephelis - Hypostomus meleagris - Hypostomus micromaculatus - Hypostomus microstomus - Hypostomus multidens - Hypostomus mutucae - Hypostomus myersi - Hypostomus nematopterus - Hypostomus niceforoi - Hypostomus niger - Hypostomus nigrolineatus - Hypostomus nigromaculatus - Hypostomus nigropunctatus - Hypostomus nudiventris - Hypostomus obtusirostris - Hypostomus occidentalis - Hypostomus oculeus - Hypostomus pagei - Hypostomus pantherinus - Hypostomus papariae - Hypostomus paranensis | - Hypostomus paucimaculatus - Hypostomus paucipunctatus - Hypostomus paulinus - Hypostomus peckoltoides - Hypostomus perdido - Hypostomus piratatu - Hypostomus plecostomoides - Hypostomus plecostomus - Hypostomus pseudohemiurus - Hypostomus punctatus – tarczobok cętkowany - Hypostomus pusarum - Hypostomus pyrineusi - Hypostomus regani - Hypostomus renestoi - Hypostomus rhantos - Hypostomus robinii - Hypostomus rondoni - Hypostomus roseopunctatus - Hypostomus salgadae - Hypostomus saramaccensis - Hypostomus scabriceps - Hypostomus scaphyceps - Hypostomus sculpodon - Hypostomus seminudus - Hypostomus sertanejo - Hypostomus simios - Hypostomus soniae - Hypostomus strigaticeps - Hypostomus subcarinatus - Hypostomus surinamensis - Hypostomus taphorni - Hypostomus tapijara - Hypostomus tenuis - Hypostomus ternetzi - Hypostomus tietensis - Hypostomus topavae - Hypostomus unae - Hypostomus uruguayensis - Hypostomus vaillanti - Hypostomus variipictus - Hypostomus varimaculosus - Hypostomus variostictus - Hypostomus velhochico - Hypostomus ventromaculatus - Hypostomus vermicularis - Hypostomus waiampi - Hypostomus watwata - Hypostomus weberi - Hypostomus wuchereri - Hypostomus yaku |

Gatunkiem typowym jest Hypostomus guacari – nazwa obecnie uznawana za synonim Hypostomus plecostomus.

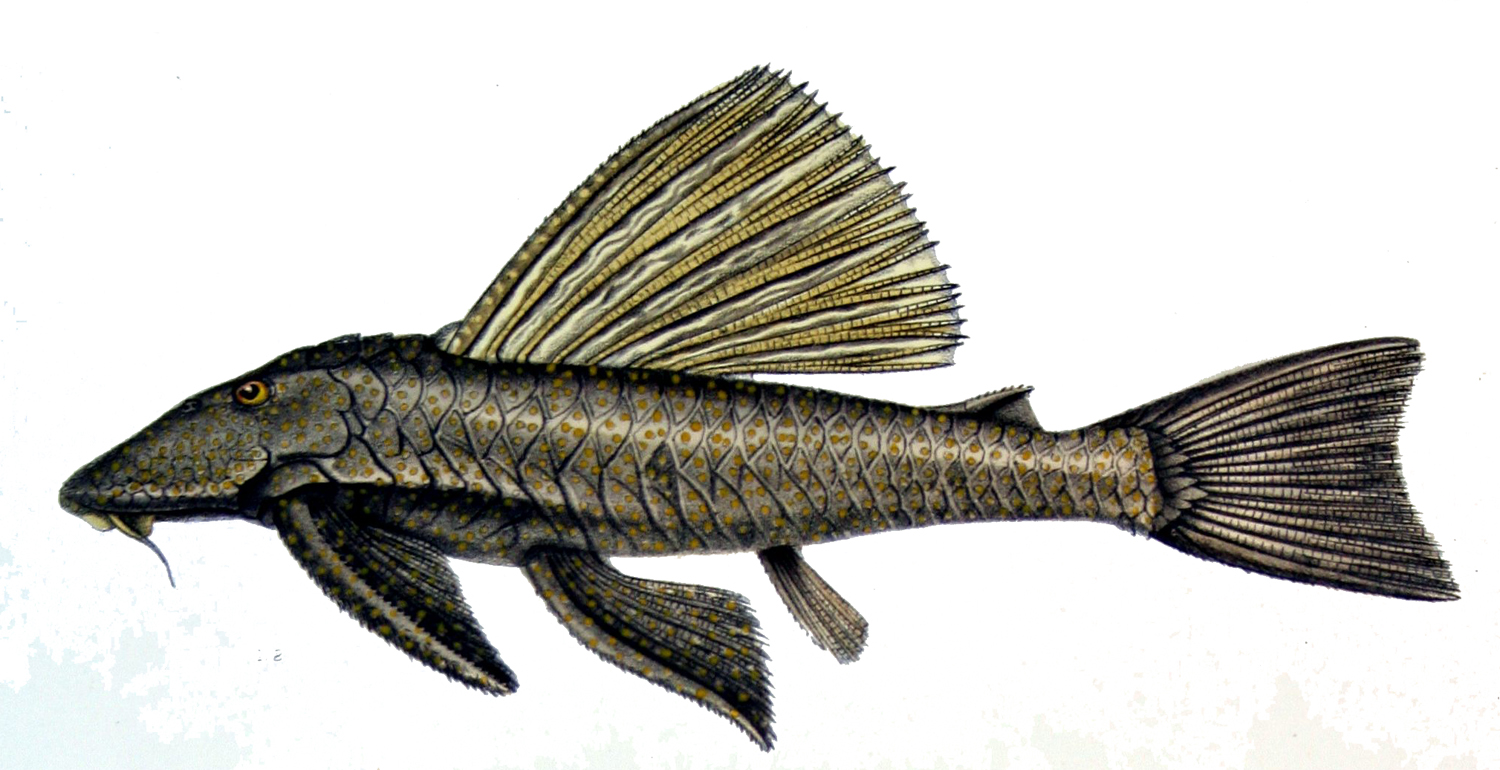
Hypostomus alatus
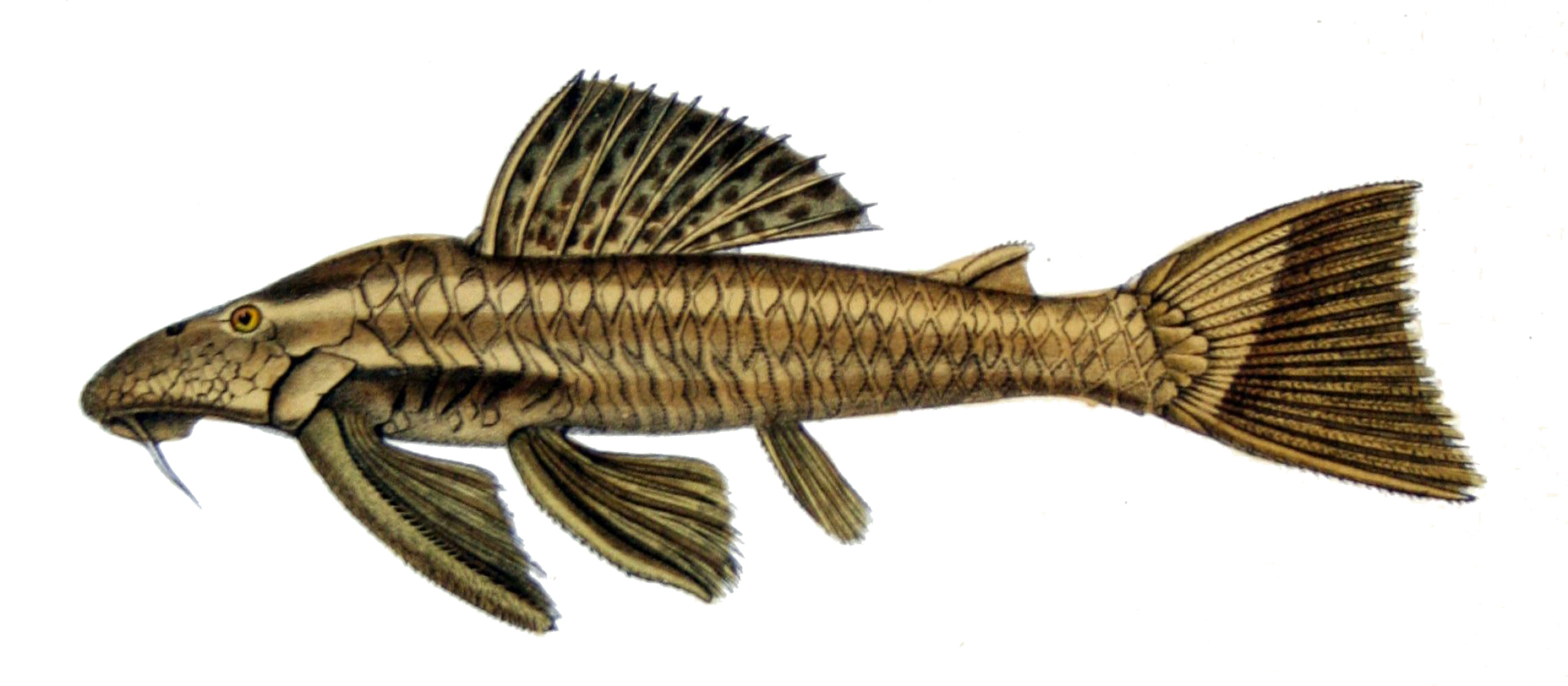
Hypostomus asperatus
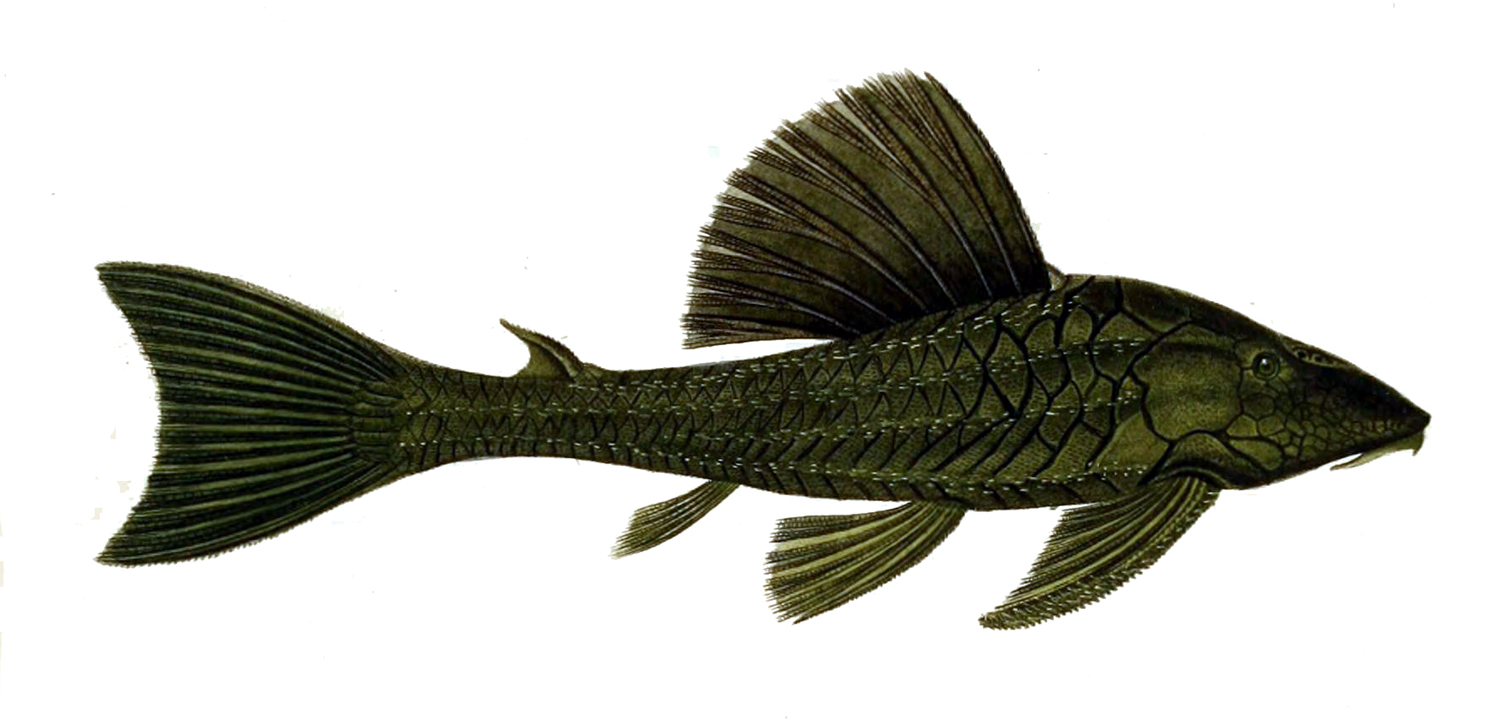
Hypostomus commersoni
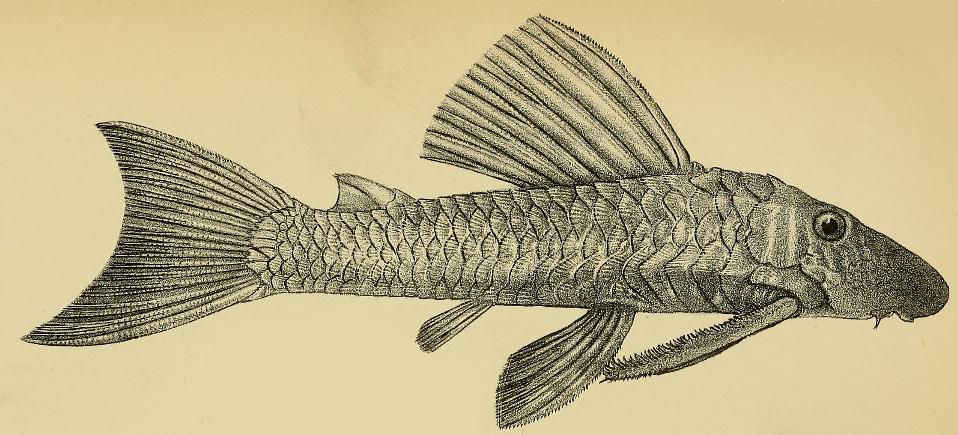
Hypostomus iheringii
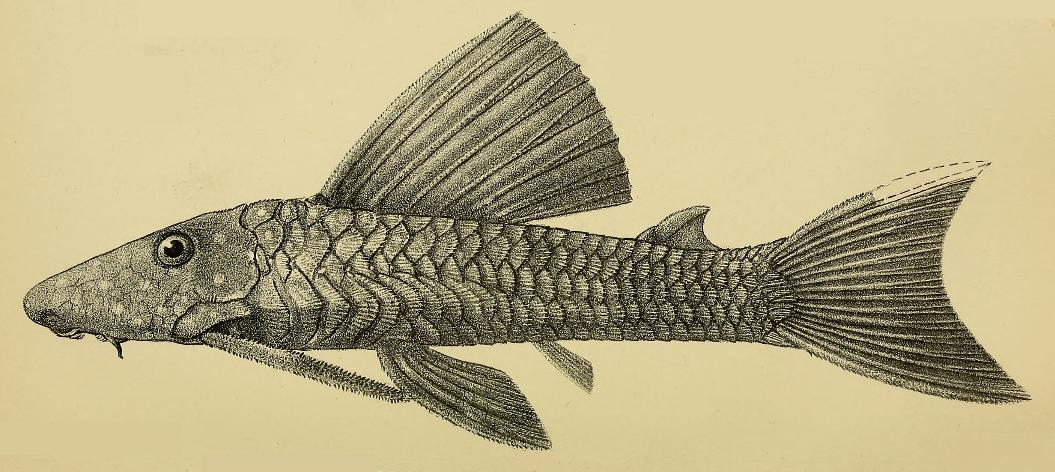
Hypostomus margaritifer
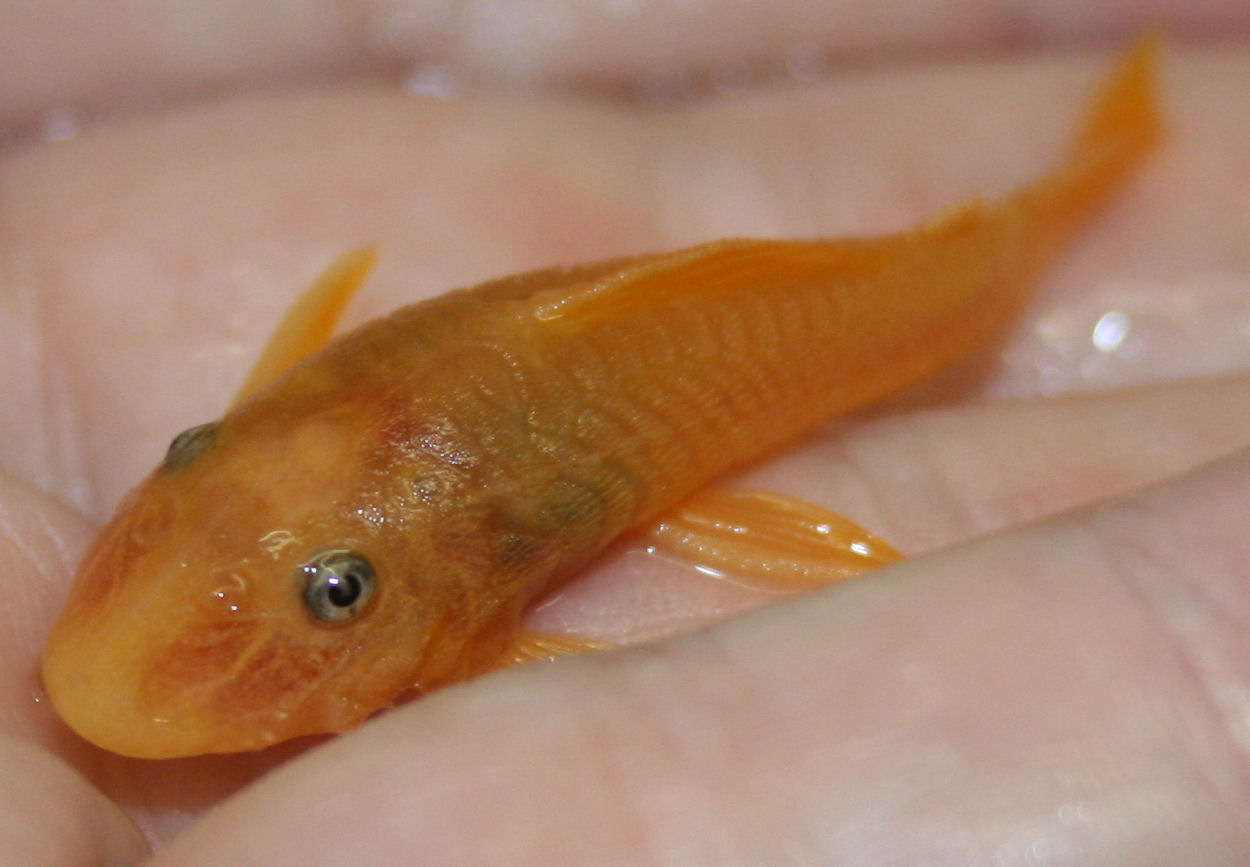
Hypostomus punctatus
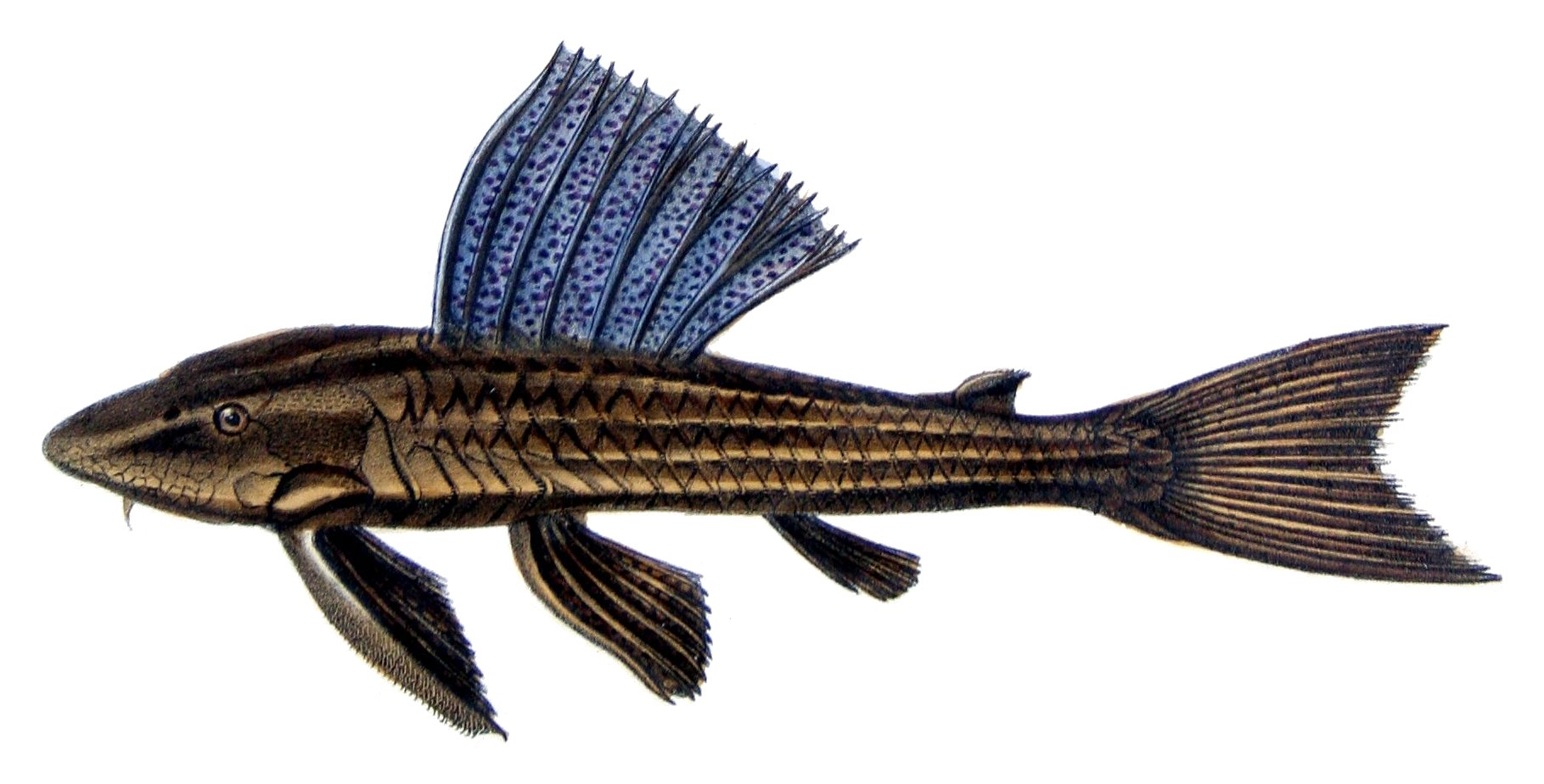
Hypostomus subcarinatus